# Henryk Ross
Henryk Ross (Varsavia, 1910 – 1991) è stato un fotografo polacco.
(Henryk Ross)
La notorietà di Henryk Ross, come del resto quella di Wilhelm Brasse per Auschwitz, è dovuta al fatto che dal 1940 al 1944 fu uno dei fotografi ufficiali del regime nazista nel Ghetto di Łódź.

## Biografia
Henryk Rozencwaijg-Ross viveva nella città polacca di Łódź ed era un fotoreporter sportivo e di fatti di cronaca. Nel settembre 1939 l'esercito tedesco aveva occupato la città che contava all'epoca oltre 650.000 abitanti, un terzo dei quali era ebreo. Con l'arrivo dei tedeschi circa 70.000 di loro fuggirono verso la parte della Polonia occupata dai sovietici. I nazisti, dopo avere imposto la classica stella gialla per riconoscerli più facilmente, iniziarono la deportazione e nel giugno del 1940 fu creato il ghetto così da dichiarare la città Judenrein, cioè liberata dagli ebrei. Il Ghetto di Łódź fu il secondo ghetto più grande della Polonia, dopo quello di Varsavia. Infatti, si trattava di un quartiere della città, quello più industrializzato ma anche il più malsano non essendovi sistemi fognari, poca acqua e senza riscaldamento, dove ben presto cominciarono a diffondesi malattie: 4 chilometri quadrati circondati da filo spinato e sorvegliato dalle SS. All'interno era stata creata una sorta di polizia ebrea che doveva riferire alle autorità tedesche.
In ragione della sua professione a Henryk Ross, così come anche Mendel Grossman, fu imposto dal Consiglio ebraico nel Dipartimento di Statistica (Judenrat), autorità fittizia creata e nominata dagli stessi nazisti, di illustrare la produttività delle officine del ghetto, documentare i deceduti e fare riprese per le tessere di riconoscimento dei lavoratori, ma anche fotografare la vita serena della gente nel ghetto. L'intento dei nazisti era quello di mostrare al mondo che nei territori da loro occupati le condizioni di vita erano buone e che le persone venivano trattate umanamente: infatti parte del materiale fotografico di Ross mostrava bambini che giocavano, cerimonie, uomini e donne sorridenti. La situazione invece era tragica causata dal sovraffollamento, dal momento che venivano rinchiusi nel ghetto anche ebrei provenienti da altri luoghi, dove molti morivano di fame, di stenti e dal super lavoro, mentre altri venivano inviati nei campi di sterminio, principalmente in quello di Chełmno e di Auschwitz, soprattutto anziani e bambini. Per questi ultimi va ricordato anche il campo di via Przemysłowa costruito all'interno del ghetto, ma separato. I lavoratori avevano lo scopo di produrre uniformi, materassi ed altri utensili per la Wehrmacht e per la Germania con orari di lavoro di 12 ore al giorno.
Ross non si limitò a riprendere quello che venne ordinato, ma fotografò anche la miseria del ghetto, le deportazioni dei bambini destinati alle camere a gas, la fame e la miseria, riprese impiccagioni e gli orrori quotidiani, talvolta nascondendo la macchina fotografica sotto il cappotto, attraverso fenditure nei muri oppure dovunque poteva cogliere ciò che i nazisti compivano ai danni degli ebrei. In questo modo raccolse migliaia di immagini che verso la fine del 1944, quando ormai la sorte della guerra era ormai segnata per i tedeschi, con l'aiuto della moglie e di alcuni amici, sotterrò nei pressi della sua casa in una cassetta di legno, ricoprendola di catrame, oltre 6.000 negativi con l'intento che qualcosa venisse ricordato della tragedia a cui aveva assistito. Gli ebrei del ghetto furono letteralmente annientati: sopravvissero soltanto in 877 degli oltre 160.000 che nel 1940 vi furono rinchiusi.
Nel gennaio del 1945 la città fu liberata dall'Armata Rossa.
Alcuni mesi dopo Ross andò a recuperare i negativi, purtroppo metà dei quali erano rovinati a causa dell'umidità ma circa 3.000 si erano salvati e ci hanno consentito, insieme ai diari degli internati sfuggiti alla ferocia nazista, di conoscere la storia e il dramma del Ghetto di Łódź.
Nel 1956 Ross e la moglie Stefania Schönberg, che aveva sposato nel 1941 nel ghetto, andarono a vivere in Israele. Nel 1961 testimoniò al processo  nei confronti del gerarca nazista Adolf Eichmann durante il quale furono mostrate le sue foto per dimostrare la crudeltà di ciò che i tedeschi avevano compiuto verso gli ebrei.
Alla sua morte i negativi furono donati al Museo Art Gallery of Ontario di Toronto che le ha digitalizzate e rese disponibili per la consultazione in rete.